# Tracy-sur-Mer
Tracy-sur-Mer – miejscowość i gmina we Francji, w regionie Normandia, w departamencie Calvados.
Według danych na rok 1990 gminę zamieszkiwały 252 osoby, a gęstość zaludnienia wynosiła 68 osób/km² (wśród 1815 gmin Dolnej Normandii Tracy-sur-Mer plasuje się na 639. miejscu pod względem liczby ludności, natomiast pod względem powierzchni na miejscu 991.).